# Elachistocleis skotogaster
Espèce
Statut de conservation UICN

 LC  : Préoccupation mineure
Elachistocleis skotogaster est une espèce d'amphibiens de la famille des Microhylidae.

## Répartition
Cette espèce est endémique d'Argentine. Elle se rencontre dans les provinces de Salta, de Jujuy et de Formosa. Sa présence est incertaine en Bolivie.

## Publication originale
- Lavilla, Vaira & Ferrari, 2003 : A new species of Elachistocleis (Anura: Microhylidae) from the Andean Yungas of Argentina, with comments on the Elachistocleis ovalis – E. bicolor controversy. Amphibia-Reptilia, vol. 24, no 3, p. 269-284.